# Липецький район
Ли́пецький райо́н — адміністративна одиниця Росії, найбільший район Липецької області. Утворений 30 липня 1928 року в складі Центрально-Чорноземної області РРФСР (до 1930 входив в Єлецький округ). Площа — 1997 км². Межує з Лебедянським, Добровським, Хлевенським, Усманським, Задонським та Грязинським районами Липецької області.
Основна річка — Воронеж.